# Levan Koguashvili
Levan Koguashvili (în georgiană ლევან კოღუაშვილი; n. 18 martie 1973, Tbilisi, Republica Sovietică Socialistă Gruzină, URSS) este un regizor de film și scenarist din Georgia. A studiat la Institutul de Cinematografie Gherasimov (VGIK) din Moscova după absolvirea Institutului de Stat de Film și Teatru din Tbilisi.

## Biografie
Levan Koguashvili s-a născut în 1973 la Tbilisi, Georgia. Și-a început studiile la Institutul de Stat de Film și Teatru din Tbilisi, apoi a lucrat ca jurnalist la televiziunea independentă după ce a izbucnit războiul civil în Georgia. A studiat regia de film la Institutul de Cinematografie Gherasimov (VGIK) din Moscova, între 1994 și 1999. 
A absolvit apoi cursurile programului de cinematografie al școlii de artă Tisch din New York în 2006 și a realizat mai multe scurtmetraje și documentare. Scurtmetrajul său din 2006, Datoria, a fost o Selecție Oficială a Festivalului de Film Sundance din 2006, iar documentarul său, Femei din Georgia, a fost selectat pentru secțiunea Panorama a Festivalului de Film de la Sarajevo din 2009. 
Levan a locuit în New York, unde a realizat mai multe scurtmetraje și documentare. Primul său lungmetraj a fost Zilele străzii (în georgiană: ქუჩის დღეები, translit. Kuchis dgeebi), care a fost realizat în 2010. Filmul a avut succes și a câștigat mai multe premii internaționale, inclusiv un Tigru la Festivalul Internațional de Film de la Rotterdam. Revista online The Hollywood Reporter a revizuit filmul astfel: "Absurditatea și disperarea, în egală măsură, inundă peisajul urban în descompunere al Tbilisiului în Zilele străzii." 
Al doilea lungmetraj Brma Paemnebi a fost realizat în 2013 și a câștigat premiul special al juriului la Festivalul de Film de la Abu Dhabi din 2013 în „secțiunea Noi Orizonturi”. 

## Filmografie

### Filme de ficțiune
- Brma Paemnebi (2013)
- Kuchis dgeebi (2010)
- Datoria (2006), (scurtmetraj)

### Filme documentare
- Gogitas akhali ckhovreba (2016)
- Femei din Georgia (2009)